# Sylar
Sylar (Gabriel Gray), är en fiktiv karaktär från NBC:s dramaserie Heroes som spelas av Zachary Quinto. Sylar är en seriemördare med förmågan att se hur saker och ting fungerar. Han riktar in sig på folk med speciella krafter då han genom att studera deras hjärna själv kan förstå och lära sig kraften de besitter.

## Bakgrund
Urmakaren Gabriel Gray fick ofta höra från sin mor att han var speciell och hon tycktes anse att det var viktigt att vara det. Han mottar ett brev från genforskaren Chandra Suresh som har en teori om att vissa människor har tagit nästa steg i evolutionen och utvecklat någon form av förmåga. Chandra ber att få möta honom för att utreda om han kan vara en av dessa personer. När de inte lyckas hitta någon speciell förmåga hos honom blir Gabriel rasande, eftersom han vill vara speciell. Med hjälp av en lista över potentiellt speciella personer som Chandra har kontaktar han Bryan Davis och ber honom komma till Gabriels urverkstad. Här presenterar han sig för första gången som Sylar, ett namn som han tar från märket på en klocka han för tillfället arbetar med. Det visar sig att Bryan Davis besitter telekinetiska färdigheter. Bryan är rädd för sin kraft och undrar om den går att bli av med. Då inser Gabriel att han förstår hur det fungerar och minns att Chandra hade sagt att kraften sitter i hjärnan, varpå han mördar Bryan.
Dagen därpå träffar han Chandra igen och lyckas nu visa upp telekinetiska krafter som han bemästrar långt mycket bättre än vad Bryan hade gjort. Chandra blir mycket imponerad och bestämmer sig för att fortsätta studera Gabriel och kallar honom "Patient Zero". Men en hunger efter fler krafter väcks hos Gabriel, vilket leder till fler mord och slutligen vill Chandra inte ha något med honom att göra. I ett inspelat telefonsamtal visar det sig att Gabriel beskyller Chandra för vad han är och mördar honom slutligen. Detta för Chandras son Mohinder Suresh till New York.

## Förmågor/Krafter

### Grundförmåga
Sylars grundförmåga är att förstå hur saker fungerar. Detta gjorde honom till en skicklig urmakare, eftersom han direkt kunde se vad problemet var. Han inser sedan att han kan se hur folks hjärnor fungerar och på så sätt lära sig deras förmågor. Med hjälp av deras DNA ändrar han till viss del sin egen. Exakt hur detta går till finns ej beskrivet.

### Stulna förmågor
Genom ett flertal mord samlar Sylar på sig ett antal krafter. Hur många han besitter är oklart och under seriens gång samlar han på sig fler. I avsnittet "Five Years Gone" som utspelar sig i framtiden har han betydligt fler krafter än i någon annan episod av serien. De kända krafter han besitter bortsett från framtiden är:
- Telekinesi
- Frysning av objekt -
- Eidetik -
- Manipulation av metall -
- Superhörsel -
- Radioaktiv manipulation -
- Prekognition - (enligt framtidsavsnittet i säsong 3 så har han på något sätt fått tillbaka den)

Krafter stulna i säsong 3
- Regenerering
- Alkemi
- Klärvoajans
- Superröst
- Elektrisk manipulation
- Lögndetektion

- = krafter som försvinner och inte kommer tillbaka efter att han botats från Shantiviruset